# Castello d'Argile
Castello d'Àrgile (a volte indicato come Castel d'Argile; Castèl d Èrżen in dialetto bolognese settentrionale) è un comune italiano di 6 678 abitanti della città metropolitana di Bologna in Emilia-Romagna, fa parte dell'Unione Reno Galliera.

## Geografia fisica

### Territorio
La superficie del comune è di 29,07 km².
Confina con i seguenti comuni: Argelato, Pieve di Cento, Sala Bolognese, San Giorgio di Piano, San Giovanni in Persiceto, San Pietro in Casale (tutti nella città metropolitana di Bologna) e Cento (in provincia di Ferrara).
Confini naturali: A ovest, il fiume Reno e il tratto finale del Samoggia. A est, il canale Riolo. A sud e a nord non si può parlare di confini naturali, in quanto seguono un andamento frastagliato e irregolare, determinato in tempi lontani e frutto di ripartizioni di famiglie sottoposte da chi governava alle diverse giurisdizioni comunali e parrocchiali, con qualche variazione nel corso dei secoli.
In mezzo al territorio comunale scorre il canale Gallerano, che, per un lungo tratto, fa da confine interno tra gli ambiti della frazione Venezzano e del capoluogo Argile, coincidenti in gran parte con gli antichi e attuali rispettivi ambiti parrocchiali.
Il territorio comunale è diviso in quattro aree: il capoluogo Argile, la frazione Venezzano-Mascarino, Bagnetto e l'Isola Amministrativa.

#### Argile
È la parte ovest del territorio comunale e fin dalle origini porta questo nome, tratto dalle prime formulazioni in latino e volgare. Fu indicato negli antichi documenti, dal 946 in poi, dapprima come “fundus”, o come “loco”, e poi come “comune”, inteso come ambito in cui risiedeva una comunità con centro abitato e chiesa parrocchiale.
Fino al 1223 fu sottoposto alla giurisdizione (e in buona parte fu anche di proprietà) del vescovo di Bologna; poi, da quella data, entrò a far parte del “contado” sottoposto al governo del Comune di Bologna.
Nel 1380, il centro abitato che prima si trovava più ad ovest e che era stato distrutto nel 1351 dalle truppe dei Visconti, fu ricostruito dove si trova ora, a forma di “castrum”, su base rettangolare circondata da fossato e palancato; e fu sede di Vicariato con giurisdizione sui “comuni” vicini di Argelato (comprendente Venezzano), Bagno e Bagnetto (originariamente unito ad Argile, poi separato e con proprio “massaro” dopo il 1460).

#### Venezzano-Mascarino
È la parte est del territorio, unita stabilmente e compresa nell'ambito comunale di Castello d'Argile dal 1828. Originariamente era parte dell'ambito comunale di Argelato e vi rimase fino al 1470 circa; poi fu “comune” autonomo, ma sempre compreso (con Argelato, Bagno e Bagnetto) nella giurisdizione civile del Vicariato di Argile.
Nel 1588 la sua chiesa di Santa Maria fu elevata al rango di titolare di parrocchia.
Nel 1662, il territorio comunale di Venezzano fu ridotto nella parte sud (area tra i Ronchi e S. Giacomo e la via dei Maceri) e 40 famiglie che vi risiedevano furono di nuovo sottoposte al comune di Argelato.

#### Bagnetto
Piccola area (300 tornature circa) che si protende a ovest, oltre il Reno, chiusa tra questo e l'ultimo tratto del torrente Samoggia; raggiungibile solo passando per il ponte di Bagno e il territorio comunale di Sala bolognese.
Originariamente era unito al corpo del territorio argilese, fino al 1660 circa, quando fu scavato il “cavo novo”, cioè un tratto nuovo di Reno che tagliava un'ansa pericolosa nella zona di immissione del Samoggia. Per alcuni decenni questi terreni rimasero completamente isolati e circondati dai corsi vecchi e nuovi di Reno e Samoggia, finché, verso il 1690, fu prosciugato il tratto del Reno a sud, confinante con Bagno.
È quanto resta di pertinenza del Comune di un più vasto territorio, che arrivava fino al corso di Reno “vecchio” fino al 1460, comprendente anche l'area del Bagnetto, dal 1800 inserito nel comune di San Giovanni in Persiceto, estesa fino al confine col centese, all'altezza del palazzo Ariosti; porzione di territorio che fu separata da Argile dal nuovo alveo del fiume fatto scorrere da allora tra Pieve e Cento.

#### Isola Amministrativa
Sottile, lunga e tortuosa striscia di terreno in buona parte già golenale, staccata dal corpo centrale, da sempre parte del territorio comunale di Argile, che si protende a sud-est, tra i comuni di Argelato e Sala bolognese, fino alla località di Savignano.
È raggiungibile dalla via Lame di Volta Reno (comune di Argelato). Anche questo è il residuo di un ambito territoriale argilese antico più ampio, che in secoli lontani (fino al 1200 e inizio 1300) comprendeva parti di Bagno e Volta Reno e che fu poi modificato e ritagliato tra vecchi alvei del fiume, corretti più volte.

## Origini del nome

### Castello d'Argile
Denominazione ufficiale e completa del Comune, composta da due vocaboli attribuiti in tempi diversi. Il nome più antico è Argile, che risulta nei primi documenti attendibili, datati tra 946 e 1380, relativi ad un territorio che si estendeva dal Gallerano a est, fino al vecchio corso di Reno che toccava la “Morafosca” persicetana e scorreva a ovest di Cento.
Si ritiene che tale denominazione possa derivare dalla contrazione del nome latino “Argiletum”, usato dai Romani per indicare una zona particolarmente ricca di argilla, come era appunto questa, in cui si spandevano le acque del Reno.
Di questa vasta area faceva probabilmente parte anche il territorio del confinante comune di Argelato, anticamente e per secoli chiamato “Argillata” o “Argelata”. Si ritiene pertanto non fondata, né provata, l'ipotesi che il nome possa derivare da “argine” o da “agger viae”, poiché non risulta traccia, né documentale né archeologica, della presenza antica e persistente di argini o di massicciate stradali tra Argile e Argelato.
Il titolo di Castello fu attribuito e aggiunto al nome di Argile nel 1380, quando il Comune di Bologna ordinò e fece ricostruire a sue spese il nuovo centro abitato, a forma di “castrum”, cioè di “Castello”, inteso come luogo fortificato a scopo difensivo, su base rettangolare, circondato da un fossato e da un palancato di legno e accessibile da due porte, una a nord e una a sud, dotate di ponte levatoio.

### Venezzano
È la denominazione ufficiale e più antica della frazione, rilevata a partire dal 1146 su documenti ritenuti attendibili, e sui quali era indicata come “loco”, cioè luogo, compreso nella giurisdizione comunale di “Argelata” e nell'area anticamente definita “massa taurana”, presso il “salto plano” (poi sangiorgese).
Le denominazioni usate a quel tempo erano “Veneçano” e “Venegiano”, ma non vi è certezza su origine e significato. Alcuni studiosi pensano che questo sia uno dei tanti toponimi di origine romana con desinenza “ano”, derivati dal nome del proprietario di un “fundus” (o podere) importante, al centro di una zona; quindi qui poteva esserci un colono romano di nome “Venetius”, o “Venetianus”, che ha dato il nome alla località.
Nome che nel tempo e nella formulazione orale e scritta del 1100/1200 è stato poi parzialmente deformato, e infine “tradotto” nella lingua italiana in “Venezzano”.

### Mascarino
È la seconda denominazione della frazione, comparsa più tardi sui documenti, a partire dal 1385, e diventata poi più popolare e di uso corrente, a voce e negli scritti. Anche questa era attribuita a un “loco”, inizialmente identificabile in un'area più a nord rispetto a quella indicata come “Veneçano”. Ma già nel 1408 appariva in uso la doppia denominazione, per la chiesa e per la comunità locale intera, con la dicitura “S. Maria di Venezzano alias Mascarino”, quindi con due nomi per un'unica località.
Tale denominazione deriva con ogni probabilità dal cognome della famiglia che possedeva, o fece costruire, la grande villa con “serraglio” che si trovava sul bivio al centro della località e vicino alla chiesa, di cui poteva essere, altrettanto probabilmente, benefattore o donatore.
Anche se non si è trovata documentazione certa, si può formulare l'ipotesi che derivi dalla presenza in questo luogo della ricca famiglia possidente dei Mascari di Bologna.

## Storia

### Epoca romana
Trovandosi al centro di un territorio bolognese sicuramente abitato nel periodo (189 a. C./476 d. C.) di occupazione e colonizzazione ad opera dei Romani (dopo quelle di Etruschi e Galli), è probabile che anche nell'area dove sono sorte le comunità di Argile e Venezzano vi fosse qualche insediamento, sia pur minore, di coloni Romani e che le denominazioni delle due località siano di origine romana.
La presenza del fiume Reno, allora a est del territorio, non arginato, con alveo variabile e frequenti spagliamenti d'acque, sabbie e argille, ha probabilmente cancellato ogni antica traccia di centuriazione e di insediamenti, a differenza delle località confinanti, ricche di reperti.

### Periodo altomedioevale
Periodo che inizia dopo la caduta dell'Impero romano d'Occidente (476 d.C.). Il più antico documento trovato che cita un “fundo Argele” è datato 946 e si riferisce ad una donazione di vasti beni nella zona, lasciati dal Marchese Aimerico e dalla moglie Franca al Vescovo di Bologna.
Il territorio argilese, fino al 1223, fu di proprietà e sotto la giurisdizione del Vescovo di Bologna.
Periodo comunque di incerta documentazione per quanto riguarda le località minori, travagliato da dissesti idrogeologici, passaggi di truppe, lotte per il possesso delle terre tra Conti, Marchesi, Vescovi e Abati, in seguito alla crisi del Sacro Romano Impero fondato da Carlo Magno (800-814) e diviso in feudi, con Regni, Ducati e contee in lotta tra loro e con imperatori contestati.
Tra il X e il XII secolo si estese e consolidò la giurisdizione religiosa e territoriale sulle terre emiliane di Vescovi e Monasteri, di Bologna, di Modena, di Ravenna e di Toscana; si fondarono molte chiese e pievi, si definirono gli ambiti parrocchiali, plebani e di diocesi intorno ad esse. Molte terre, prese o date in enfiteusi anche alle comunità locali furono disboscate, o prosciugate, bonificate e coltivate.

### Periodo di Comuni e Signorie
Dopo il lungo travaglio delle lotte tra Papato e Impero per la supremazia e le cosiddette “investiture”, le popolazioni delle città, impugnando le armi contro l'uno e l'altro potere, ottennero una loro autonomia statutaria e fondarono i “liberi Comuni”.
Dal 1223 quasi tutto il “contado” fu sottoposto agli organi di governo del Comune di Bologna. Al primo “estimo” (censimento dei terreni e beni tassabili) imposto dal Comune di Bologna nel 1245 risultavano in territorio di Argile 87 capifamiglia residenti e possidenti di qualche modesto bene, un pezzo di terra e una casa, quasi sempre di canna o paglia; poche in muratura. Gran parte dei terreni e molte delle case erano di proprietà del Vescovo di Bologna e di possidenti esterni, soprattutto di Bologna.
Nel 1284 fu costruito, a spese dei nobili bolognesi Guastavillani, ai Ronchi di Venezzano il Convento con Chiesa per i frati minori conventuali dell'Ordine di S. Francesco. Venezzano era luogo già citato nel 1146, come parte del ” comune di Argelata”. Nel territorio di “Argele” risulta la presenza di due chiese, una dedicata a San Pietro e una a Santa Maria, comprese nell'ambito della pieve di San Giovanni in Persiceto.
Tra il 1354 e il 1360 il primo nucleo abitato di “Argele”, che si trovava più ad est rispetto a quello attuale, subì gravi distruzioni a causa delle truppe dei Visconti in lotta per la conquista di Bologna.
Nel 1380, il Comune di Bologna ordinò la ricostruzione del centro abitato di “Argele” in forma di “castrum”, inteso come luogo fortificato sul modello degli antichi accampamenti romani, su pianta rettangolare, circondato da un palancato in legno e da un largo fossato pieno d'acqua, con due porte e relativi ponti levatoi per consentire accesso e chiusura. All'interno della cinta furono costruite una trentina di case, prevalentemente in pietra, e una nuova chiesa; fuori dalla “porta di sotto” un mulino, alimentato dal Canalazzo, come le fosse.
Il progetto e la realizzazione del nuovo Castello d'Argile furono diretti da due dei migliori architetti bolognesi del tempo: Lorenzo da Bagnomarino e Berto Cavaletto. Per valorizzare questo luogo, posto sul confine col turbolento territorio centopievese, ora alleato, ora nemico, il Comune di Bologna promosse il Castello d'Argile a sede di Vicariato, nominando e inviando qui Vicari, con carica semestrale, per amministrare la giustizia per conto del Governo cittadino, con giurisdizione sulle confinanti comunità di “Argelata” (comprendente Venezzano), Bagno e Volta Reno. Il primo vicario fu un Gozzadini.
Nel corso della prima metà del secolo 1400 il territorio argilese, come quelli vicini, si trovò ancora coinvolto suo malgrado in battaglie, assedi e assalti a causa delle lotte di fazione per la conquista della Signoria su Bologna, subendo le conseguenze dei passaggi di truppe assoldate dai vari “capitani di ventura” del tempo, al servizio chi dei pontefici e chi dei capifazione bolognesi o milanesi più agguerriti e potenti: Bentivoglio, Visconti (da Milano), Gozzadini, Canetoli, cardinale Cossa, Piccinino, Marescotti, gli Este da Ferrara e altri.
Nel 1460, dopo varie rotture di argini del Reno (che scorreva a sud e ovest del territorio di Argile), con conseguenti allagamenti della zona di Bagnetto e Bisana, fu deciso dalle autorità del tempo di inalveare il fiume tra Cento e Pieve, attraversando e tagliando il territorio argilese, con separazione dell'area di Bagnetto compresa tra il “Reno vecchio” e quello nuovo.

### Nello Stato Pontificio (1513-1796)
Dopo la cacciata dei Bentivoglio da Bologna, per mano degli eserciti guidati dal Papa Giulio II con l'aiuto dei francesi, nel 1506, Bologna dovette fare atto di sottomissione al Papa e, dopo alcuni anni di alterne vicende, nel 1513 entrò, con tutto il suo “contado”, a far parte stabilmente del ricostituito e potenziato Stato della Chiesa.
Tutto il territorio bolognese, per quasi tre secoli, fu quindi sottoposto ad un “Governo misto”, costituito dal Legato papale e da un Senato composto dai rappresentanti delle famiglie “nobili” o di borghesi arricchiti di Bologna (con prevalenza del primo sui secondi).
Nel corso di questi tre secoli, Castello d'Argile e tutto il territorio del suo Vicariato subirono nuove incursioni di truppe a causa di guerre vicine o di origine molto lontana.
Ai devastanti passaggi di truppe straniere, o comunque mercenarie, si aggiunsero pestilenze, carestie, frequenti rotture di argini del Reno con conseguenti allagamenti dei terreni, cosicché le comunità locali si impoverirono, rimanendo con pochi abitanti, quasi tutti contadini, braccianti o “giornalieri” e qualche artigiano precario. Solo 4 o 5 capifamiglia, sia in Argile che in Venezzano, risultavano proprietari di piccolissimi pezzi di terra.
Tutte le terre in campagna e le 17 case rimaste in piedi entro la cinta del Castello erano di proprietà di famiglie senatorie o abbienti di Bologna, di Cento e di Pieve.

### Periodo di occupazione francese-napoleonica (1796-1813)
Con l'arrivo delle truppe francesi guidate da Napoleone, che entrò in Bologna il 19 giugno 1796 e proseguì con l'occupazione del resto d'Italia, lo Stato pontificio fu dichiarato decaduto e le Legazioni di Bologna e di Ferrara cedute alla Francia. Si ebbero quindi nuove ripartizioni dei territori conquistati con nuovi ma instabili ordinamenti: Repubblica Cispadana, Repubblica Cisalpina, Repubblica Italiana; poi Regno d'Italia con Napoleone Re e Imperatore (1805-1813).
In questo periodo, Argile e Venezzano furono inseriti prima nel Cantone di Pieve, poi nel Cantone di Cento, nell'ambito del Dipartimento del Reno. Dal 1805 ebbero titolo e autonomia come “municipalità”, e per la prima volta con proprio sindaco e consiglieri comunali locali. Ma fu esperienza breve, perché già nel 1811 le nostre due comunità furono aggregate alla Municipalità di Pieve.
Questo periodo determinò comunque molti cambiamenti e una sorta di rivoluzione sociale, culturale ed economica, che permise l'emergere di una sia pur ridottissima nuova fascia di persone del luogo che furono in grado di diventare possidenti di terra o di bottega e di avviare nuove attività.
Furono avviate le prime scuole pubbliche, sia ad Argile che a Venezzano, sia pur con un unico maestro in locali di fortuna. Tutte le numerose e consistenti proprietà terriere degli Enti religiosi, chiese, monasteri, Commenda di Malta, in Argile e Venezzano, furono espropriate e acquistate da nuovi borghesi di Bologna, di Cento (tra i quali alcuni ebrei) e di Pieve.

### Periodo della Restaurazione pontificia (1815-1859)
La sconfitta di Napoleone a Waterloo riportò sul trono tutti i sovrani che ne erano stati cacciati e pure il Papa poté ricostituire lo Stato della Chiesa. In un primo progetto di riorganizzazione territoriale della Legazione di Bologna, nel 1817, Castello d'Argile fu sede provvisoria di una Delegazione circondariale; ma poi per l'impossibilità di sostenere un bilancio proprio per mancanza di entrate, fu sottoposto dapprima al Comune di San Pietro in Casale (1818-1820) e poi al Comune di San Giorgio di Piano (1820-1828).
Solo con la riorganizzazione del 1828 Castello d'Argile ebbe il riconoscimento giuridico di Comune, con Venezzano aggregato come frazione, un proprio Priore e un consiglio comunale, sia pur costituito in gran parte da possidenti esterni, e una prima sede nella ristrutturata “Porta di sotto” (o Porta Pieve).
Anche gli anni seguenti furono tempi difficili per la popolazione, sempre alle prese con grandi difficoltà economiche, povertà diffusa, disoccupazione, alta mortalità e tensioni sociali e politiche; mentre la Nazione viveva il travaglio di preparazione del Risorgimento.
Ciò nonostante, la popolazione cresceva e cresceva anche il numero di artigiani, bottegai, fattori che si costruivano nuove case, partecipavano alla vita pubblica come consiglieri comunali, pur nel contesto estremamente restrittivo delle disposizioni della Legazione bolognese.

### Dopo l'Unità d'Italia (1861)
L'assetto urbanistico e residenziale del comune di Castello d'Argile di oggi è il frutto di un lento processo di rinascita e sviluppo, iniziato nel XIX secolo; in particolare, con la ricostruzione, tra 1821 e 1833, delle due Porte ad uso abitativo, da tempo ridotte a ruderi, e la costruzione della “Fabbrica comunale” del 1846 ad uso di scuola e quartiere per le guardie pontificie.
Ma gli interventi più significativi sono stati compiuti dal 1861 in poi, con la costruzione della chiesa parrocchiale di San Pietro Apostolo (1859-1863), l'abbattimento di quattro vecchi caseggiati in centro e la realizzazione della nuova piazza, del Municipio e di Palazzo Artieri, tra 1870 e 1875.
Da paese prevalentemente agricolo, sempre sottoposto a proprietà altrui, si è via via evoluto riappropriandosi del territorio. Nel corso del 1800 quasi tutte le case del centro storico diventarono di proprietà dei residenti. Nel corso del 1900 furono i contadini a diventare proprietari delle terre lavorate.

### Dal Dopoguerra ad oggi
Come tutto il resto dell'Italia la popolazione di Argile ha subito le dure conseguenze delle tensioni sociali e delle due guerre mondiali che hanno caratterizzato la prima metà del 1900. Dopo la Liberazione del 1945, lungo e faticoso è stato il cammino per uscire dalla crisi economica e sociale lasciata dal ventennio fascista e dalla guerra. Le scarse possibilità di occupazione in loco hanno determinato un progressivo calo di popolazione, con migrazioni verso la periferia di Bologna e le aree più industrializzate.

### Simboli
Lo stemma del Comune è stato adottato ufficialmente nel 1875 ed è costituito da una zampa di grifo (da molti scambiata per zampa di leone) in campo rosso. Lo scudo con il simbolo centrale appare appoggiato su due fasci littori incrociati, ed è sormontato da una corona di lauro. È quindi uno stemma composto da più elementi.
La zampa di grifo fu ripresa dallo stemma che i Da Argile, importante famiglia originaria di questo comune, portavano nel 1600-1700 (prima ne avevano un altro con leone, o felino, rampante). La corona di alloro fu aggiunta forse per rendere omaggio, o simboleggiare, la prevalenza nello studio dei vari “da Argile” che furono “Dottori”, docenti universitari o letterati.
Portarono il cognome Da Argile i discendenti di una famiglia che fu illustre e importante a Bologna nell'arco dei secoli dal 1200 al 1800. In particolare, si distinsero vari membri che esercitarono la professione di notai, impegnati anche in cariche pubbliche come “Anziani” o “Ambasciatori”.

## Monumenti e luoghi d'interesse

### Architetture religiose
- Chiesa di San Pietro Apostolo, parrocchiale.
- Chiesa di Santa Maria, parrocchiale nella frazione di Venezzano.

## Società

### Evoluzione demografica
Gli abitanti del Comune hanno toccato la punta minima nel 1975, con 2 918 abitanti. Poi, sia pur lentamente, l'avvio di nuove attività artigianali e la costruzione di nuove abitazioni hanno determinato una inversione di tendenza e un progressivo ripopolamento, intensificato nell'ultimo decennio, sia nel capoluogo che nella frazione.
Nel 2008 la popolazione ha raggiunto le 6 200 unità. Erano in essere 19 licenze di pubblici esercizi (bar, pizzerie, ristoranti), 31 licenze per attività commerciali di vario genere; erano attive 74 ditte di produzione, o fabbricazione, prevalentemente nel settore metalmeccanico.
543 complessivamente erano i titolari di “aziende” operanti nel territorio, comprensivi di esercenti, commercianti, piccoli imprenditori e artigiani con imprese individuali con o senza dipendenti, titolari di industrie e coltivatori diretti di aziende agricole. Una parte dei titolari di imprese artigiane o industriali sono però residenti altrove.
In seguito agli ultimi piani regolatori, la popolazione di Castello d'Argile ha conosciuto un notevole incremento di unità negli ultimi 5/10 anni, in particolare di giovani coppie con bimbi piccoli che si sono qui trasferiti dalla vicina città di Bologna. Notevole è stato anche l'afflusso di cittadini stranieri, rumeni, pakistani, nord africani e in minor numero cinesi.
Abitanti censiti

### Etnie e minoranze straniere
Al 31 dicembre 2023 erano presenti 686 stranieri, pari al 9,38% della popolazione.

## Infrastrutture e trasporti
Il servizio di trasporto pubblico a Castello d'Argile è assicurato dalle autocorse suburbane svolte dalla società TPER.
Fra il 1889 e il 1955 Castello d'Argile ospitò una stazione della Tranvia Bologna-Pieve di Cento, nonché una fermata in corrispondenza della Villa Filipetti. La linea era intensamente utilizzata sia per il traffico pendolare fra la campagna e gli opifici bolognesi che per il trasporto delle barbabietole da zucchero, allora fra i principali prodotti agricoli della zona.

## Amministrazione
- Classificazione climatica: zona E, 2189 GR/G

Di seguito è presentata una tabella relativa alle amministrazioni che si sono succedute in questo comune.
| Periodo         | Periodo        | Primo cittadino     | Partito                      | Carica  | Note   |
| --------------- | -------------- | ------------------- | ---------------------------- | ------- | ------ |
| 29 ottobre 1986 | 24 aprile 1995 | Mario Bortolotti    | Democrazia Cristiana         | Sindaco | [ 10 ] |
| 24 aprile 1995  | 14 giugno 1999 | Loris Muzzi         | lista civica                 | Sindaco | [ 10 ] |
| 14 giugno 1999  | 8 giugno 2009  | Massimo Pinardi     | lista civica                 | Sindaco | [ 10 ] |
| 8 giugno 2009   | 26 maggio 2019 | Michele Giovannini  | lista civica Punto di svolta | Sindaco | [ 10 ] |
| 27 maggio 2019  | in carica      | Alessandro Erriquez | lista civica Progetto comune | Sindaco | [ 10 ] |